# Musikalische Reise
Musikalische Reise ist eine vom SWR seit 2010 im Abendprogramm ausgestrahlte musikalische Unterhaltungssendung mit Moderator Markus Brock. Der Titel der Sendung, Musikalische Reise (plus Reiseziel), wird mitunter abgewandelt, wie Mit Markus Brock durch … oder als reine Reisezielangabe.

## Inhalt
Markus Brock reist durch deutsche Landschaften und Städte sowie in die Schweiz und nach Österreich. Aber auch das Elsass, Südtirol und Mallorca waren Reiseziele. Neben der Landschaft werden in Gesprächen mit Einheimischen Eigenschaften und Besonderheiten der Gegend vorgestellt. Es erklingt Musik der Region aber auch von nationalen und internationalen Künstlern vor landschaftlicher Kulisse.

## Ausstrahlung
Die 90-minütigen Folgen wurden in unregelmäßigen Abständen um 20:15 Uhr im SWR erstausgestrahlt. 2010 entstanden sieben Sendungen, 2011 zwölf, 2012 fünf, 2013 sieben, 2014 drei, 2015 vier, 2016 vier und 2017 zwei. Wiederholungen laufen im MDR und im RBB.
1. Musikalische Reise ins Tessin und nach Oberitalien
2. Musikalische Reise durch die Schweiz (1)
3. Musikalische Reise durch die Schweiz (2)
4. Musikalische Reise an den Bodensee
5. Musikalische Reise durch Oberbayern auf den Spuren des Märchenkönigs
6. Musikalische Reise durch das Salzburger Land
7. Musikalische Reise durch Tirol
8. Unterwegs in Zermatt im Wallis
9. Eine musikalische Reise nach Hamburg
10. Unterwegs im Berner Oberland
11. Mit Markus Brock am Rhein
12. Eine musikalische Reise durch Franken
13. Mit Markus Brock durch Baden
14. Mit Markus Brock an die Mosel
15. Mit Markus Brock in Berlin
16. Mit Markus Brock durchs Tessin
17. Musikalische Reise an den Lago Maggiore
18. Musikalische Reise durch Württemberg
19. Musikalische Reise an den Vierwaldstätter See
20. Musikalische Reise durch das Elsass
21. Musikalische Reise durch die Ostschweiz
22. Musikalische Reise rund um den Aletschgletscher
23. Eine musikalische Reise durch Südtirol
24. Musikalische Reise nach Wien
25. Von der Wachau in den Wienerwald
26. Eine musikalische Reise durch das Winterwunderland Salzburg
27. Musikalische Reise durch das winterliche Südtirol
28. Musikalische Reise von Regensburg nach Passau
29. Musikalische Reise in die Steiermark
30. Musikalische Reise durch Kärnten
31. Lieder zum Fest
32. Musikalische Reise ins winterliche Montafon
33. Musikalische Reise nach Mallorca
34. Von Rügen nach Usedom
35. Vom Bodensee zum Rheinfall
36. Entlang der Ostseeküste
37. Musikalische Reise rund um Stuttgart
38. Musikalische Reise ins winterliche Allgäu
39. Musikalische Reise rund um Dresden
40. Musikalische Reise von der Donau an den Lech
41. Eine musikalische Reise in die Sächsische Schweiz
42. Musikalische Reise nach Rheinhessen
43. Musikalische Reise rund um Heidelberg
44. Musikalische Reise rund um den Kaiserstuhl
45. Musikalische Reise mit Anita & Alexandra Hofmann
46. Musikalische Reise durch den weihnachtlichen Hochschwarzwald
47. Von Karlsruhe nach Speyer
48. Musikalische Reise an den Bodensee